# Bolszyje Ugorody
Bolszyje Ugorody (ros. Большие Угороды) – wieś (dieriewnia) w Rosji, w obwodzie nowogrodzkim, w rejonie szymskim. W 2010 liczyła 68 mieszkańców.